# Ibestad (Schiff)
Die Ibestad ist eine Doppelendfähre der norwegischen Reederei Norled.

## Geschichte
Das Schiff wurde 2014 unter der Baunummer 21 auf der türkischen Werft Sefine Shipyard gebaut. Die Fähre ist die einzige des vom norwegischen Schiffsarchitekturbüro LMG Marin entworfenen Typs LMG 70-DE.
Die am 28. März 2014 abgelieferte Fähre verkehrte über den Vågsfjord zwischen Stangnes und Sørrollnes. Im Juni 2022 wurde sie durch die Folgefonn ersetzt. Anschließend wurde der Antrieb des Schiffes von einem dieselmechanischen auf einen Hybridantrieb umgebaut. Nach dem Abschluss des Umbaus wurde die Fähre auf der im Verlauf des Fylkesvei 91 zwischen Lyngseidet und Olderdalen verlaufenden Fährverbindung über den Lyngenfjord wieder in Fahrt gesetzt.

## Technische Daten
Das Schiff wurde mit einem dieselmechanischen Antrieb gebaut. Sie wurde von zwei Caterpillar-Dieselmotoren des Typs C32 mit jeweils 746 kW Leistung angetrieben. Beim Umbau der Fähre im Jahr 2022 wurden die Dieselmotoren durch Elektromotoren ersetzt. Für den Antrieb der Elektromotoren wurden Akkumulatoren mit einer Kapazität von 2034 kWh installiert, die am Anleger geladen werden können. Die Motoren wirken auf jeweils eine Schottel-Propellergondel mit gegenläufigen Twin-Propellern.
Vor dem Umbau der Fähre standen für die Stromerzeugung zwei von Caterpillar-Dieselmotoren des Typs C4.4 mit jeweils 86 kW Leistung angetriebene Generatoren zur Verfügung. Diese blieben erhalten, um bei Bedarf die Akkumulatoren laden zu können.
Die Fähre verfügt über ein durchlaufendes Fahrzeugdeck sowie auf einer Seite über ein weiteres, über Rampen zugängliches Fahrzeugdeck. Das durchlaufende Fahrzeugdeck ist im mittleren Bereich von den Decksaufbauten überbaut, auf die mittig das Steuerhaus aufgesetzt sind. An beiden Enden der Fähre befinden sich nach oben aufklappbare Visiere. Auf dem Fahrzeugdeck finden 74 Pkw Platz. Die Passagierkapazität der Fähre ist mit 225 Personen angegeben.